# Hospodský kvíz

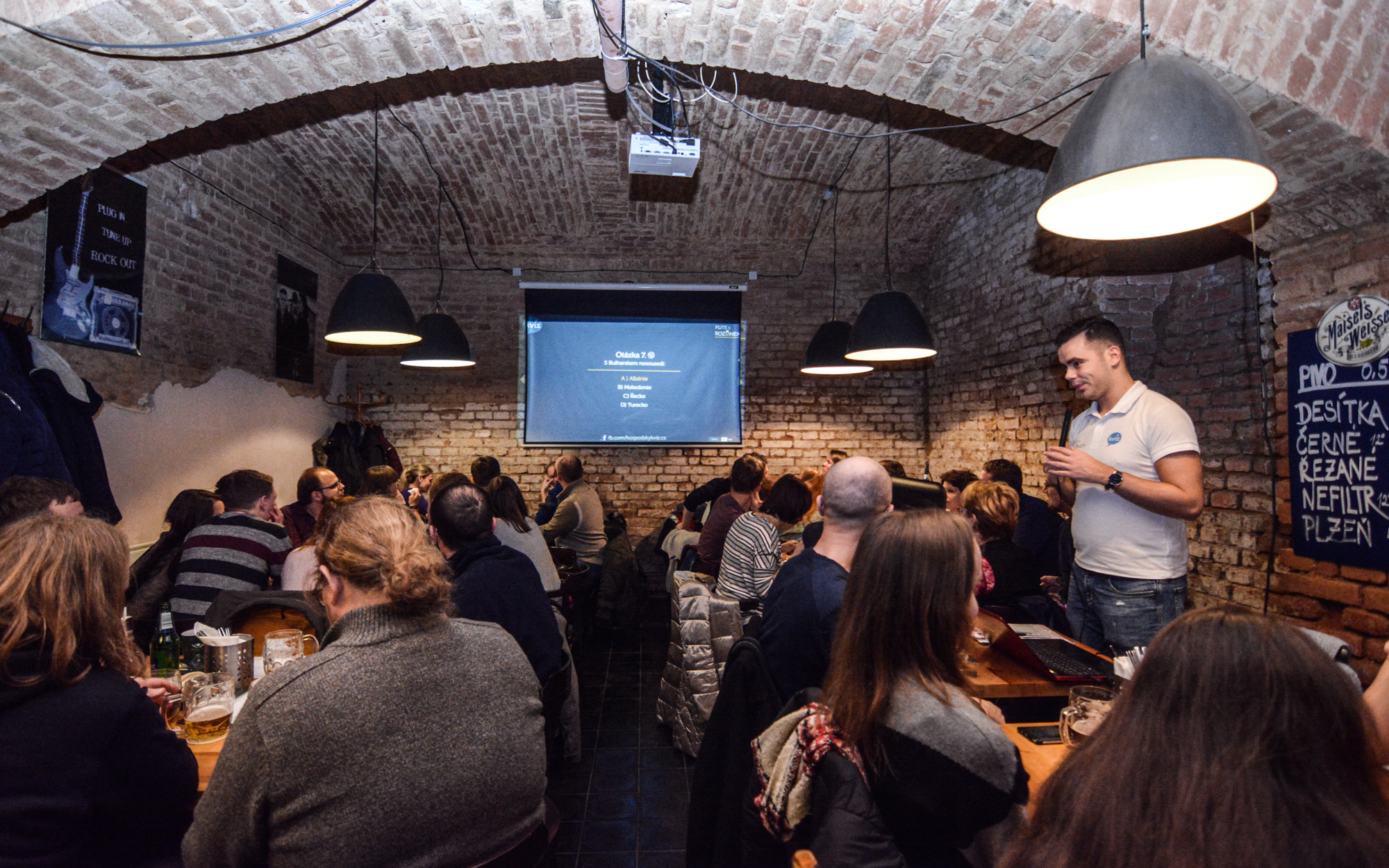
Týmy hrající Hospodský kvíz

Hospodský kvíz je týmová vědomostní soutěž probíhající v hospodách, restauracích, barech či kulturních zařízeních. Koná se pravidelně většinou na týdenní bázi ve večerních hodinách. Kvíz je tvořen otázkami z různých oborů lidské činnosti od historie, zeměpisu, filmu, hudby, kultury či přírodních věd až po logické hádanky, hry se slovy a další tvořivá témata. Soutěžící hrají v týmech proti sobě. Celým večerem soutěžící provádí moderátor, který čte otázky a opravuje odpovědi. Vítězný tým získává cenu v podobě lahve alkoholu, slevy na útratu či poukázky na konzumaci. 

## Historie
Pub Quiz se začal hrát ve Velké Británii v 70. letech 20. století, hlavně pod hlavičkou společnosti Burns and Porter. Cílem bylo vytvořit lidem zábavu při pravidelných návštěvách restauračních zařízení, hlavně ve dnech s nižší návštěvností a současně nenákladné uvedení na trh. Odtud se dostal v různých variantách do mnoha zemí světa a později také do České republiky.

## Historie hospodského kvízu v Česku
Do Česka se Pub Quiz dostal v několika verzích ve druhém desetiletí 21. století a je považovaný za fenomén pivní kultury. První pokusy uspořádat hospodské kvízy byly lokálního charakteru, kdy jednotlivci pořádali kvízy pro své kamarády a známé. Jedním z nich byl i Tomáš Hloušek, který poznal fenomén pub quizu v Londýně a rozhodl se je uspořádat i v České republice. První Hospodský kvíz se konal 12. června 2013 v Blansku. Měl úspěch a tak se rozrostl do dalších měst. V listopadu 2015 byla založena firma Hospodský kvíz s.r.o. O něco později začali s podnikáním v této oblasti firmy Pubquiz nebo Chytrý kvíz. Od té doby se různé formy pubquizu rozšířily po celé České republice a narazíte na něj v každém větším městě. 

## Formát hry
Hospodský kvíz se koná v pravidelných intervalech, nejčastěji v týdenních cyklech. Nejčastěji začíná mezi sedmou a osmou hodinou večerní. 
Ve své nejobvyklejší podobě se kvíz skládá z pěti kol. V každém kole jsou dvě různá témata, celkem je v kvízu deset témat z různých oborů lidské činnosti. Otázky se promítají na plátně či televizi a soutěžících v týmech své odpovědi zapisují na odpovědní archy. Každý tým se musí shodnout právě na jedné odpovědi u každé otázky. Po skončení kola moderátor vybere odpovědi, opraví je, prozradí soutěžícím správné odpovědi a vyhlásí pořadí týmů. 

### Týmy
Týmy na Hospodském kvízu jsou tvořeny 2 až 8 členy (horní hranice počtu členů je uzpůsobena kapacitám daného podniku). Týmy jsou nejčastěji tvořeny přáteli či rodinnými příslušníky. Celý tým během večera spolupracuje u svého stolu a snaží se přijít na co nejvíce správných odpovědí a získat tak co nejvíce bodů. 
Týmy si na začátku kvízu vymýšlí své jméno, což vede k vzniku humorných pojmenování jako Ježíš táhne na Berlín, Třebechovickopodorebské chlamýdie, Zevní genitál či Beerokrats. Je možné, že se členové jednoho týmu v průběhu let obmění, pravidla to dovolují. Vstupné na kvíz se odvíjí podle počtu členů. 

### Otázky
Otázky na hospodských kvízech se dotýkají široké škály lidského vědění. Správné odpovědi jsou hodnoceny jedním bodem. Pokud je správně zodpovězena jen část otázky, je možno udělit i půl bod, pokud to dovoluje zadání otázky. Za špatné odpovědi se body neudělují ani nestrhávají. 
Specifickým typem otázek jsou tzv. doplňovací otázky. Objevují se na konci jednotlivých kol a úkolem týmů je tipnout si nějaké číslo. Který z týmů je nejblíže, získává bod. 
Na hospodských kvízech se objevují zpravidla tato témata:

#### Aktuální události
Události týkající se uplynulého týdne. Reflektuje dění ve světě i u nás, politiku, společenské dění, bulvár, novinky ze světa kultury či techniky, ale také třeba sportu. 

#### Poslechové téma
V tomto případě se pouští audio ukázky, nejčastěji hudební. Soutěžící mají poznat interpreta či název písně. 

#### Obrázkové téma
V tomto typu otázek je zadáním pouze obrázek. Nejčastěji jde o to poznat konkrétní místo, osobu, zvíře, rostlinu nebo událost pouze na základě obrázku.

#### Hravé téma
Zde přichází na řadu různé logické hádanky, hrátky se slovy, skládání slov, apod. 
Dále jsou zastoupeny otázky z fyziky, chemie, historie, zeměpisu, kultury, sportu, společnosti, gastronomie a filmu. Až na výjimky platí, že soutěžící dopředu neznají téma, které bude kvíz obsahovat. 

### Pravidla
Obvyklá pravidla jsou následující:
- Ke hře lze používat pouze tužku a papír.
- Během hry je zakázáno používat zařízení s přístupem na internet, stejně tak kalkulačky, encyklopedie, slovníky atd.
- Na každou otázku má tým zhruba minutu. Po konci kola není již možné měnit odevzdané odpovědi.
- Vyhrává tým s nejvyšším počtem bodů. Pokud je shoda v konečném pořadí, rozhoduje počet bodů bez doplňovacích otázek, případně menší počet členů v týmu.
- Po sečtení bodů a vyhlášení vítězů přichází poslední tipovací otázka, kde uspěje tým s nejlepším odhadem.

## Soutěže
S rozvojem hospodských kvízů a vznikem jednotlivých firem, které se živí pořádáním hospodských kvízů vzniklo několik druhů různých soutěží, které mají týmy porovnat v delším časovém úseku než jeden večer a s větším vzorkem konkurence než jenom s ostatními týmy v hospodě. 

### Dlouhodobá soutěž
Týmy v konkrétním podniku se porovnávají během delšího časového úseku. Typická je dlouhodobá soutěž v rámci jedné sezóny (únor až červen nebo září až prosinec). Tým, který získá za toto období nejvíce bodů, zvítězí. 

### Mezihospodská liga/Celostátní soutěž
Tato liga umožňuje srovnání dosažených výsledků v rámci celé republiky během delšího časového úseku, typicky jedné sezóny.

### Tematické ligy
Tuto soutěž provozuje pouze společnost Hospodský kvíz. Všechny otázky jsou rozděleny do 12 tematických lig, např. historická, sportovní, filmová, vědecko-technologická apod. Díky propracovanému systému zpracování odpovědi této firmy každý tým může zjistit, ve kterém oboru lidského vědění je nejlepší.

## Mistrovství ČR v Hospodském kvízu
Mistrovství ČR v Hospodském kvízu se koná pravidelně každý rok o letních prázdninách v Pardubicích. Dříve se konal v kongresovém centru, od roku 2023 se MČR přesunulo do pardubické enteria areny. Počet týmů na této akci překročil již stovku, poslední dva ročníky se sešlo 150 týmů, což činí zhruba 1000 soutěžících.  Během jednoho víkendu absolvují 4 kvízy. Na konci je součtem získaných bodů vyhlášen mistr České republiky a je mu předán putovní pohár. Dvojnásobnými vítězi jsou olomoučtí Plavci Apokalypsy a All in z Blansko. V roce 2025 zvítězil pražský tým iMumlynáti, jehož součásti jsou i Lovci z oblíbené televizní soutěže Na lovu.  
|      | Vítězný tým            | Město původu |
| ---- | ---------------------- | ------------ |
| 2018 | Plavci Apokalypsy      | Olomouc      |
| 2019 | Fanklub Dády Patrasové | Brno         |
| 2020 | Plavci Apokalypsy      | Olomouc      |
| 2021 | All in                 | Blansko      |
| 2022 | Ti Druzí               | Olomouc      |
| 2023 | SSS                    | Praha        |
| 2024 | All in                 | Blansko      |
| 2025 | iMumlynáti             | Praha        |